# Parijs-Tours 1978
De Grote Herfstprijs 1978 ofwel, de 72ste editie van Parijs-Tours werd verreden op zondag 1 oktober 1978. De wedstrijd had een lengte van 271 kilometer, startte in Blois en eindigde met 5½ ronden op het autocircuit van de Parijse voorstad Montlhéry. Het was de voorlaatste wedstrijd in de strijd om de Super Prestige Pernod 1978. Mede dankzij de slechte weersomstandigheden bereikten maar 29 renners de finish. Jan Raas won de race na een solo van zeker 30 kilometer.

## Koersverloop
De start vond plaats in Blois, een stad die ruim 50 kilometer ten oostnoordoosten ligt van Tours. Het peloton werd geteisterd door harde wind op kop en felle slagregens, afgewisseld door langdurige regenbuien van minder heftig formaat.
De wedstrijd kende een vroege solovlucht van Eugène Plet uit de ploeg Lejeune-BP. Hij werd bijgehaald door een groep van 27 renners met de meeste favorieten, die het peloton had verlaten. Ondertussen stapten Michel Pollentier en Freddy Maertens af. Slechts dertien renners, waaronder Hennie Kuiper, wisten uit de achtergrond terug te komen. Ze deden er lang over om samen een achterstand van twee en een halve minuut dicht te rijden.
Toen de groep van 41 renners het plaatselijke circuit opreed bij Les Biscornes, voor grofweg de laatste 70 kilometer, ontsnapte de Westduitse wereldkampioen achtervolging Gregor Braun. Hij kreeg Jan Raas mee als bewaker van de ploeg Post. Raas bleef in Brauns wiel zitten, tot deze opeens op de Côte Lapize stilviel. Hierna kreeg Raas de opdracht van ploegleider Peter Post om door te rijden.
In de achtervolgende groep wilde alleen Joop Zoetemelk serieus een tegenaanval opzetten, maar hij kreeg geen steun. Bernard Hinault en Francesco Moser keken vooral naar elkaar, in de strijd om de Super Prestige. Alle ontsnappingspogingen werden door Raleigh-renners gepareerd. Hierdoor kon Raas zijn solo van 30 kilometer (De Telegraaf rekent een rondje van 12,5 km extra) met de winst bekronen.

## Raas deelnemer met tegenzin
Vooraf had Jan Raas niet veel zin om aan de wedstrijd deel te nemen. Hij vond het wegseizoen al lang genoeg geweest. Peter Post moest een lang telefoongesprek met hem voeren om hem over te halen. Raas ging alleen van start om een wederdienst te leveren aan wereldkampioen Gerrie Knetemann die hem had geholpen om Parijs-Brussel te winnen. Raas had eerder dat jaar ook de Amstel Gold Race gewonnen, en won daarmee drie klassiekers in een seizoen. Dat was voor Eddy Merckx gewoon geweest, maar van de Nederlanders had alleen Jo de Roo dit in 1962 klaargespeeld. Het was voor Raas ook de twintigste overwinning van het wegseizoen. Hij zou in 1981 nogmaals Parijs-Tours winnen.

## Geen rechtstreeks beeld van Studio Sport
De aankomst van de klassieker was niet rechtstreeks op de Nederlandse televisiezenders te volgen. Studio Sport mocht voor het eerst om twee minuten over vijf beginnen, en kon daarom de finish van Jan Raas live meenemen. Op de Vlaamse zender België I, die zoals gebruikelijk al om vijf over half vijf met een rechtstreekse reportage begon, was te zien dat verslaggevers Fred Racké en Theo Koomen wel ter plekke met Raas in gesprek waren. Het interview van Koomen was live op radiozender Hilversum 3 te volgen. Studio Sport zond echter liever beelden uit van hockeydames die vijf dagen eerder op Schiphol waren geland, voetbaluitslagen en de rugbywedstrijd Nederland-Schotland (0-19). Pas op het einde kwam de winst ter sprake, met een mededeling dat het interview van Racké later op de avond zou worden uitgezonden.

## Uitslag
| Parijs-Tours 1978 (271 km) |                     |                         |          |
| Plaats                     | Naam                | Ploeg                   | Tijd     |
| Winnaar                    | Jan Raas            | TI-Raleigh              | 6u58'02" |
| 2                          | Jos Jacobs          | IJsboerke-Gios          | + 3'36"  |
| 3                          | Guido Van Calster   | C & A                   | z.t.     |
| 4                          | Joop Zoetemelk      | Miko-Mercier-Hutchinson | z.t.     |
| 5                          | André Dierickx      | IJsboerke-Gios          | z.t.     |
| 6                          | Gerrie Knetemann    | TI-Raleigh              | z.t.     |
| 7                          | Phil Edwards        | Sanson-Campagnolo       | + 5'59"  |
| 8                          | Johan van der Velde | TI-Raleigh              | z.t.     |
| 9                          | Gery Verlinden      | IJsboerke-Gios          | z.t.     |
| 10                         | Willy de Geest      | Sanson-Campagnolo       | z.t.     |
| 11                         | Hennie Kuiper       | TI-Raleigh              | + 6'23"  |
| 15                         | Gregor Braun        | Peugeot-Esso-Michelin   | + 7'51"  |

## Tussenstand Super Prestige
| Rang | Naam               | Ploeg                   | Punten |
| ---- | ------------------ | ----------------------- | ------ |
| 1    | Bernard Hinault    | Renault-Gitane          | 275    |
| 2    | Francesco Moser    | Sanson-Campagnolo       | 263    |
| 3    | Joop Zoetemelk     | Miko-Mercier-Hutchinson | 176    |
| 4    | Gerrie Knetemann   | TI-Raleigh              | 163    |
| 5    | Jan Raas           | TI-Raleigh              | 140    |
| 6    | Hennie Kuiper      | TI-Raleigh              | 122    |
| 7    | Roger De Vlaeminck | Sanson-Campagnolo       | 109    |
| 8    | Michel Pollentier  | Flandria-Velda          | 104    |
| 9    | Joseph Bruyère     | C & A                   | 103    |
| 10   | Freddy Maertens    | Flandria-Velda          | 90     |
| 10   | Paul Wellens       | TI-Raleigh              | 90     |

1896 · 
1897 · 
1898 · 
1899 · 
1900 · 
1901 · 
1902 · 
1903 · 
1904 · 
1905 · 
1906 · 
1907 · 
1908 · 
1909 · 
1910 · 
1911 · 
1912 · 
1913 · 
1914 · 
1915 · 
1916 · 
1917 · 
1918 · 
1919 · 
1920 · 
1921 · 
1922 · 
1923 · 
1924 · 
1925 · 
1926 · 
1927 · 
1928 · 
1929 · 
1930 · 
1931 · 
1932 · 
1933 · 
1934 · 
1935 · 
1936 · 
1937 · 
1938 · 
1939 · 
1940 · 
1941 · 
1942 · 
1943 · 
1944 · 
1945 · 
1946 · 
1947 · 
1948 · 
1949 · 
1950 · 
1951 · 
1952 · 
1953 · 
1954 · 
1955 · 
1956 · 
1957 · 
1958 · 
1959 · 
1960 · 
1961 · 
1962 · 
1963 · 
1964 · 
1965 · 
1966 · 
1967 · 
1968 · 
1969 · 
1970 · 
1971 · 
1972 · 
1973 · 
1974 · 
1975 · 
1976 · 
1977 · 
1978 · 
1979 · 
1980 · 
1981 · 
1982 · 
1983 · 
1984 · 
1985 · 
1986 · 
1987 · 
1988 · 
1989 · 
1990 · 
1991 · 
1992 · 
1993 · 
1994 · 
1995 · 
1996 · 
1997 · 
1998 · 
1999 · 
2000 · 
2001 · 
2002 · 
2003 · 
2004 · 
2005 · 
2006 · 
2007 · 
2008 · 
2009 · 
2010 · 
2011 · 
2012 · 
2013 · 
2014 · 
2015 · 
2016 · 
2017 · 
2018 · 
2019 ·
2020 ·
2021 ·
2022 ·
2023 ·
2024 ·
2025